# Jason Ho-Shue
Jason Anthony Ho-Shue (* 29. August 1998 in Markham) ist ein kanadischer Badmintonnationalspieler.

## Karriere
Jason Ho-Shue gewann die Mexico International 2017, die Jamaica International 2018 und die Brazil International 2018. 2017 wurde er auch Panamerikameister und kanadischer Meister. 2019 siegte er bei den Panamerikaspielen. 2021 qualifizierte er sich für die Olympischen Sommerspiele des gleichen Jahres.

## Sportliche Erfolge
| Saison | Veranstaltung                             | Disziplin | Platz | Name                                   |
| ------ | ----------------------------------------- | --------- | ----- | -------------------------------------- |
| 2010   | Ontario Championships U12 2010            | MS        | 1     | Jason Ho-Shue                          |
| 2010   | Ontario Championships U12 2010            | XD        | 1     | Jason Ho-Shue / Michelle Cheng         |
| 2010   | Ontario Championships U12 2010            | MD        | 1     | Clement Chow / Jason Ho-Shue           |
| 2011   | Kanadische Juniorenmeisterschaft U14 2011 | XD        | 1     | Jason Ho-Shue / Michelle Tong          |
| 2011   | Kanadische Juniorenmeisterschaft U14 2011 | MS        | 1     | Jason Ho-Shue                          |
| 2011   | Ontario Championships U14 2011            | MS        | 1     | Jason Ho-Shue                          |
| 2011   | Ontario Championships U14 2011            | MD        | 1     | Jason Ho-Shue / Newton Zheng           |
| 2011   | Kanadische Juniorenmeisterschaft U14 2011 | MD        | 1     | Jason Ho-Shue / Newton Zheng           |
| 2011   | Ontario Championships U14 2011            | XD        | 1     | Jason Ho-Shue / Michelle Yeemin Tong   |
| 2012   | Kanadische Juniorenmeisterschaft U14 2012 | MS        | 1     | Jason Ho-Shue                          |
| 2012   | Juniorenpanamerikameisterschaft U15 2012  | MS        | 1     | Jason Ho-Shue                          |
| 2012   | Kanadische Juniorenmeisterschaft U17 2012 | XD        | 1     | Jason Ho-Shue / Michelle Tong          |
| 2012   | Ontario Championships U16 2012            | MS        | 1     | Jason Ho-Shue                          |
| 2012   | Ontario Championships U16 2012            | XD        | 1     | Jason Ho-Shue / Michelle Tong          |
| 2012   | Ontario Championships U16 2012            | MD        | 1     | Jason Ho-Shue / Joshua Sham            |
| 2013   | Kanadische Juniorenmeisterschaft U17 2013 | MS        | 1     | Jason Ho-Shue                          |
| 2013   | Ontario Championships U16 2013            | XD        | 1     | Jason Ho-Shue / Michelle Tong          |
| 2013   | Ontario Championships U16 2013            | MS        | 1     | Jason Ho-Shue                          |
| 2013   | Ontario Championships 2013                | MS        | 1     | Jason Ho-Shue                          |
| 2013   | Kanadische Juniorenmeisterschaft U17 2013 | MD        | 1     | Jason Ho-shue / Jonathan Lai           |
| 2013   | Ontario Championships U16 2013            | MD        | 1     | Jason Ho-Shue / Jonathan Lai           |
| 2013   | Kanadische Juniorenmeisterschaft U17 2013 | XD        | 1     | Jason Ho-Shue / Michelle Tong          |
| 2013   | Juniorenpanamerikameisterschaft U17 2013  | MD        | 1     | Jason Ho-Shue / Jonathan Lai           |
| 2013   | Juniorenpanamerikameisterschaft U17 2013  | MS        | 1     | Jason Ho-Shue                          |
| 2014   | Kanadische Juniorenmeisterschaft U19 2014 | MS        | 1     | Jason Ho-Shue                          |
| 2014   | Kanadische Juniorenmeisterschaft U19 2014 | MD        | 1     | Jason Ho-Shue / Jonathan Lai           |
| 2015   | Canadian Games 2015                       | MS        | 1     | Jason Ho-Shue                          |
| 2015   | Kanadische Juniorenmeisterschaft U19 2015 | MD        | 1     | Jason Ho-Shue / Jonathan Lai           |
| 2015   | Kanadische Juniorenmeisterschaft U19 2015 | MS        | 1     | Jason Ho-Shue                          |
| 2015   | Kanadische Juniorenmeisterschaft U19 2015 | XD        | 1     | Jason Ho-Shue / Qingzi Ouyang          |
| 2015   | Juniorenpanamerikameisterschaft U19 2015  | MS        | 1     | Jason Ho-Shue                          |
| 2015   | Juniorenpanamerikameisterschaft U19 2015  | MD        | 1     | Jason Ho-Shue / Jonathan Bing Tsan Lai |
| 2015   | Ontario Championships 2015                | MS        | 1     | Jason Ho-Shue                          |
| 2015   | Ontario Championships U19 2015            | MS        | 1     | Jason Ho-Shue                          |
| 2015   | Ontario Championships 2015                | MD        | 1     | Jason Ho-Shue / Jonathan Lai           |
| 2015   | Ontario Championships U19 2015            | MD        | 1     | Jason Ho-Shue / Jonathan Lai           |
| 2015   | Juniorenpanamerikameisterschaft U19 2015  | XD        | 1     | Jason Ho-Shue / Qingzi Ouyang          |
| 2016   | Kanadische Meisterschaft 2016             | MS        | 1     | Jason Ho-Shue                          |
| 2016   | Kanadische Meisterschaft 2016             | XD        | 3     | Jason Ho-Shue / Qingzi Ouyang          |
| 2016   | Panamerikameisterschaft 2016              | MS        | 1     | Jason Ho-Shue                          |
| 2016   | Panamerikameisterschaft 2016              | MD        | 1     | Jason Ho-shue / Nyl Yakura             |
| 2016   | Ontario Championships 2016                | MS        | 1     | Jason Ho-Shue                          |
| 2017   | Kanadische Meisterschaft 2017             | MS        | 1     | Jason Ho-Shue                          |
| 2017   | Kanadische Meisterschaft 2017             | MD        | 1     | Jason Ho-Shue / Nyl Yakura             |
| 2017   | Kanadische Meisterschaft 2017             | XD        | 3     | Jason Ho-Shue / Michelle Tong          |
| 2017   | Universiade 2017                          | MD        | 5     | Jason Ho-Shue / Jonathan Lai           |
| 2017   | Mexico International 2017                 | MD        | 1     | Jason Ho-Shue / Nyl Yakura             |
| 2017   | Panamerikameisterschaft 2017              | MD        | 1     | Jason Ho-shue / Nyl Yakura             |
| 2018   | US Open 2018                              | MD        | 3     | Jason Ho-Shue / Nyl Yakura             |
| 2018   | Juniorenweltmeisterschaft 2018            | MS        | 33    | Jason Ho-Shue                          |
| 2018   | Jamaica International 2018                | MS        | 1     | Jason Ho-Shue                          |
| 2018   | Brazil International 2018                 | MD        | 1     | Jason Ho-Shue / Nyl Yakura             |
| 2018   | Panamerikameisterschaft 2018              | MD        | 1     | Jason Ho-Shue / Nyl Yakura             |
| 2018   | Commonwealth Games 2018                   | MS        | 5     | Jason Ho-Shue                          |
| 2018   | Juniorenweltmeisterschaft 2018            | MD        | 33    | Jason Ho-Shue / Nyl Yakura             |
| 2018   | Kanadische Meisterschaft 2018             | MD        | 1     | Jason Ho-Shue / Nyl Yakura             |
| 2018   | Kanadische Meisterschaft 2018             | MS        | 1     | Jason Ho-Shue                          |
| 2019   | Kanadische Meisterschaft 2019             | MD        | 1     | Jason Ho-Shue / Nyl Yakura             |
| 2019   | Kanadische Meisterschaft 2019             | MS        | 2     | Jason Ho-Shue                          |
| 2019   | Brazil International 2019                 | MD        | 3     | Jason Ho-Shue / Nyl Yakura             |
| 2019   | Panamerikaspiele 2019                     | MS        | 3     | Jason Ho-Shue                          |
| 2019   | Panamerikaspiele 2019                     | MD        | 1     | Jason Ho-shue / Nyl Yakura             |
| 2020   | All England 2020                          | MD        | 17    | Jason Ho-Shue / Nyl Yakura             |
| 2020   | Kanadische Meisterschaft 2020             | MS        | 1     | Jason Ho-Shue                          |
| 2020   | Kanadische Meisterschaft 2020             | MD        | 1     | Jason Ho-Shue / Nyl Yakura             |